# Scytinium
Scytinium (Ach.) Gray – rodzaj grzybów z rodziny galaretnicowatych (Collemataceae). Ze względu na współżycie z glonami zaliczany jest do grupy porostów.

## Systematyka i nazewnictwo
Pozycja w klasyfikacji według Index Fungorum: Collemataceae, Peltigerales, Lecanoromycetidae, Lecanoromycetes, Pezizomycotina, Ascomycota, Fungi.
Gatunki występujące w Polsce:
- Scytinium biatorinum (Nyl.) Otálora, P.M. Jørg. & Wedin 2013 – tzw. pakość delikatna
- Scytinium callopismum (A. Massal.) Otálora, P.M. Jørg. & Wedin 2013 – tzw. galaretnica niepozorna
- Scytinium fragrans (Sm.) Otálora, P.M. Jørg. & Wedin 2014 – tzw. galaretnica wonna
- Scytinium gelatinosum (With.) Otálora, P.M. Jørg. & Wedin 2013 – tzw. pakość zatokowana
- Scytinium intermedium (Arnold ex Malbr.) Otálora, P.M. Jørg. & Wedin 2013 – tzw. pakość pośrednia
- Scytinium lichenoides (L.) Otálora, P.M. Jørg. & Wedin 2013 – tzw. pakość poszarpana
- Scytinium parvum (Degel.) Otálora, P.M. Jørg. & Wedin 2014 – tzw. galaretnica drobna
- Scytinium plicatile (Ach.) Otálora, P.M. Jørg. & Wedin 2013 – tzw. pakość pofałdowana
- Scytinium rivale (Tuck.) Otálora, P.M. Jørg. & Wedin 2013 – tzw. pakość strumykowa
- Scytinium schraderi (Ach.) Otálora, P.M. Jørg. & Wedin 2013 – tzw. pakość Schradera
- Scytinium subtile (Schrad.) Otálora, P.M. Jørg. & Wedin 2013 – tzw. pakość drobna
- Scytinium tenuissimum (Dicks.) Otálora, P.M. Jørg. & Wedin 2013 – tzw. pakość wątła

Nazwy naukowe na podstawie Index Fungorum. Wykaz gatunków i nazwy polskie według W. Fałtynowicza. Są niespójne z nazwą naukową.